# Forsvarsmuseet
Forsvarsmuseet, forkortet FMU, er et forsvarshistorisk museum, der ligger i bygning 62 på Akershus slot i Oslo, Norge. Tidligere hed FMU Hærmuseet (endnu tidligere Artillerimuseet), derfor består FMU af stort set materiel fra hæren. FMU fungerer som hovedmuseum for Forsvarets museer. Museet har gratis indgang.

## Historie
Museet blev oprettet i 1946 da to tidligere militærmuseer gik sammen, Artillerimuseet (oprettet i 1860) og Intendanturmuseet (oprettet i 1928), under navnet Hærmuseet. Til at begynde med var museet kun åbent for militærpersonale, men blev åbnet for publikum i 1978 af Kong Olav V under navnet Forsvarsmuseet. Forsvarsmuseet ligger inderst på Festningsplassen, i et af de gamle militærarsenaler (lagerplads) fra 1860'erne.

## Udstilling
Hovedformålet med museet er at vise norsk militærhistorie fra vikingetiden til i dag, og museet består af seks afdelinger:
- De ældste tider, militærhistorien fra vikingetiden til 1814
- 1814-1905, militærhistorien fra 1814 til 1905
- 1905-1940, militærhistorien fra 1905-1940
- 1940, militærhistorien fra 1940 til 1945 med fokus på landkrigen
- Søslag, militærhistorien fra 1940 til 1945 med fokus på søslag
- Efter krigen, militærhistorien fra 1945 til i dag

I tillæg kommer der i perioder specialutstillinger. I tillæg til at fremme norsk militærhistorie (specielt til skoleklasser), er museets opgave at være hovedmuseum for de andre undermuseerne i Forsvaret, der er spredt ud over hele Norge. Følgende museer ligger under Forsvarsmuseet
- Hjemmefrontmuseet (Oslo)
- Oscarsborg fæstningsmuseum (Drøbak)
- Kongsvinger fæstningsmuseum (Kongsvinger)
- Rustkammeret (Trondheim)
- Luftforsvarsmuseet (Bodø)
- Bergenhus fæstningsmuseum (Bergen)
- Marinemuseet (Horten)
- Forsvarets flysamling (Gardermoen)

## Skoletjenesten
Formålet til Forsvarsmuseets skoletjeneste er at skabe interesse og kundskaber om historie generelt og særligt norsk forsvarshistorie, med hovedfokus på skoleklasser.

## Værnepligtige
Tidligere var det ormalt fem menige og en korporal som udførte opgaver som vagthold, administrativt, snedkerarbejde og andet museumsarbejde.
De værnepligtige var underlagt Akershus Kommandantskap og "lånt" ud til Forsvarsmuseet. Nå har museet 1-2 lærlinge indenfor kontor og administration som hjælper til med administrativt og museumsarbejde.